# Erkelenz
Erkelenz (Nederlands: Erkelens, Limburgs: [ˈæʀ(ə)kəlæns]) is een stad en gemeente in de Duitse deelstaat Noordrijn-Westfalen, halverwege gelegen tussen Maas en Rijn,  in de Kreis Heinsberg. De stad telt 43.275 inwoners (31 december 2020) op een oppervlakte van 117,35 km². Naburige steden zijn onder andere Geilenkirchen, Heinsberg en Hückelhoven. Een bekende kerk in de stad is de Sint-Lambertuskerk.
Vlak bij de binnenstad ontspringt de rivier de Niers, die via Viersen, Geldern en Goch noordwaarts stroomt en bij het Nederlandse  Gennep in de Maas uitmondt. 

## Plaatsen in de gemeente Erkelenz
Kleinere plaatsen en plaatsjes in de gemeente zijn: Bellinghoven, Berverath, Borschemich, Commerden, Etgenbusch, Fronderath, Geneiken, Genhof, Genfeld, Genehen, Gerderath, Gerderhahn, Golkrath, Granterath, Grambusch, Hetzerath, Holzweiler, Houverath, Houverather Heide, Hoven, Immerath, Katzem, Kaulhausen, Keyenberg, Kleinbouslar, Kückhoven, Kuckum, Lentholt, Lövenich, Lützerath, Matzerath, Mennekrath, Moorheide, Neuhaus, Oberwestrich (zie Westrich), Oerath, Pesch, Scheidt, Schwanenberg, Tenholt, Terheeg, Unterwestrich (zie Westrich), Venrath, Vossem, en Wockerath.

## Naam
In 966 vermeld als Herclinze, in 1118 als Erkelenze. 

## Geschiedenis

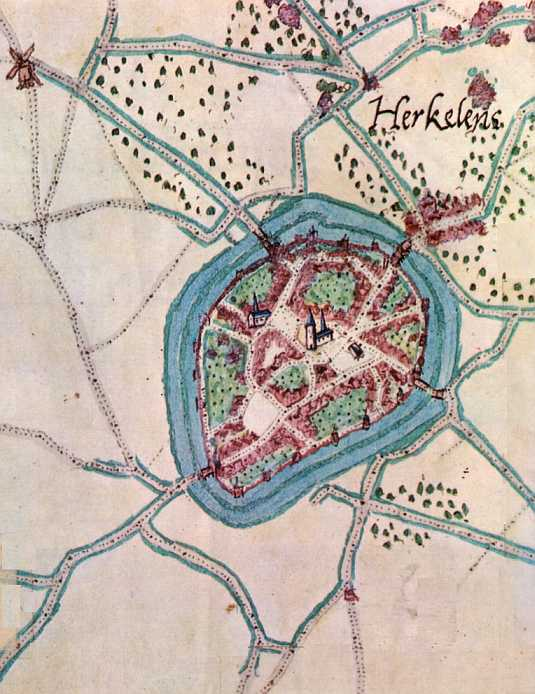
Herkelens op een kaart van Jacob van Deventer (ca. 1560)

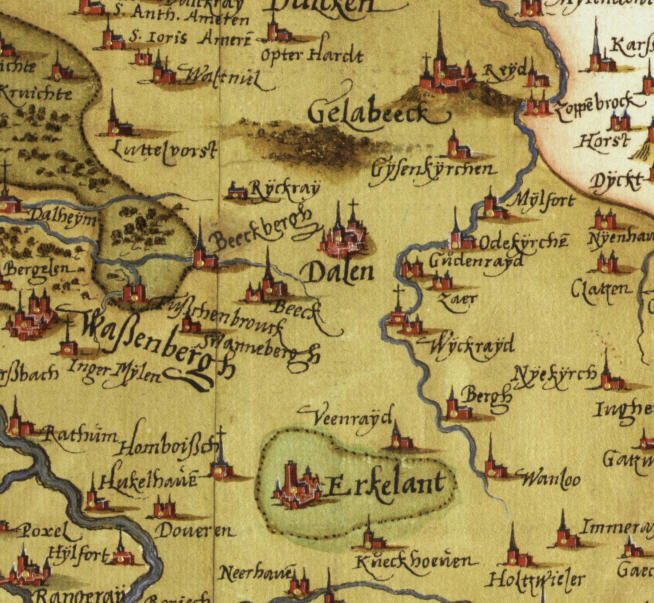
De Gelderse exclave Erkelant in de atlas van Christiaan Sgroten, voor 1573

### Gelders
In 1326 kreeg Erkelens stadsrechten van graaf Reinald II van Gelre. In 1359 werd het in een oorkonde als Gelderse stad aangeduid, reden waarom het in zegel en wapen de Gelderse gouden leeuw en de Gelderse roos voert. Erkelens en Kuckhoven maakten deel uit van het Overkwartier van het hertogdom Gelre.

### Habsburgs en Staats
Keizer Karel V veroverde Gelre in 1543, waarbij Erkelens deel werd van de Habsburgse Nederlanden. In 1607 nam Frederik Hendrik van Oranje de stad bij verrassing in en nam Hendrik van den Bergh gevangen. Erkelensz werd hierbij door de Staatsen geplunderd en in brand gestoken. 

### Spaans, Guliks en Pruisisch
In 1674 werd de stad veroverd door de legers van de bisschop van Keulen. De bewoners werden gedwongen de stadsmuren te slechten en Erkelens hield op een vestingstad te zijn. De stad behoorde tot de Spaanse Nederlanden tot de ze in 1713 bij de Vrede van Utrecht werd toegewezen aan het hertogdom Gulik, waarmee er een klein Guliks Overkwartier ontstond. De Fransen bezetten Erkelens in 1794. In 1815 werd de stad Pruisisch.

## Actualiteit

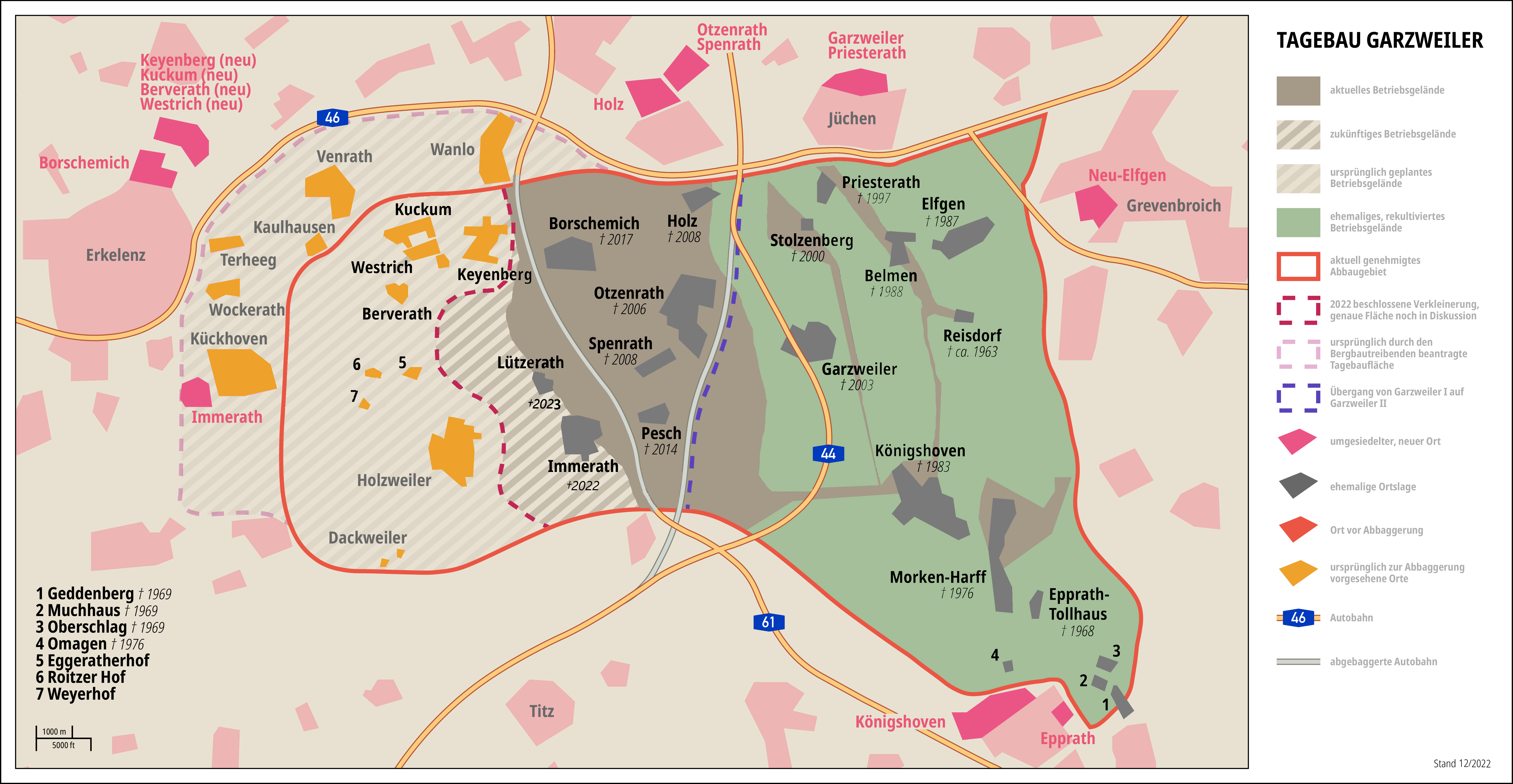
Geplande bruinkoolafgraving. Het gehucht Lützerath ligt even links van het midden.

Ondanks de duizendjarige geschiedenis van het gebied worden sinds 2006 de gebieden ten oosten van de stad gesloopt en afgegraven ten behoeve van de bruinkoolgroeve Garzweiler. Tot 2045 zullen ongeveer 5000 mensen uit tien dorpen moeten worden geherhuisvest. Hiervoor zijn inmiddels onder andere de wijken Borschemich (neu) en bij Kückhoven Immerath (neu) aangelegd.

### Lützerath
Lützerath, een gehucht in de gemeente Erkelenz, telde 62 inwoners in 2007. Het gehucht wordt bedreigd door de uitbreiding van de Garzweiler bruinkoolmijn. Een rechtszaak over de onteigening van de laatste inwoner, landbouwer Eckhardt Heukamp, werd op 28 maart 2022 door het Oberverwaltungsgericht für das Land Nordrhein-Westfalen in diens nadeel beslist.  Een honderdtal activisten kamperen in de weide van de boer en hebben enkele verlaten huizen gekraakt. Zij willen het gehucht beschermen en de uitbreiding van de bruinkoolmijn tegengaan.

## Geboren
- Lewis Holtby (1990), professioneel voetballer
- Theodoor van Loon (1581 of 1582), Zuid-Nederlands schilder uit de barokperiode.
- Lutz Mommartz (1934-2025), filmmaker- en producent

## Fotogalerij

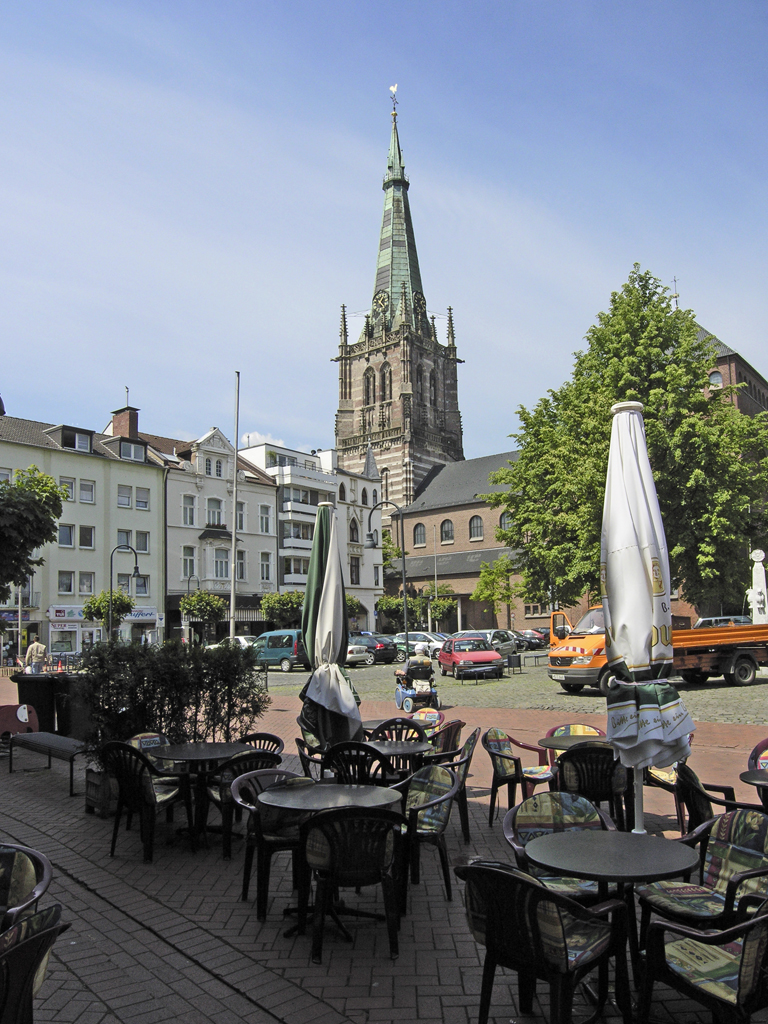
Marktplatz met Lambertuskirche
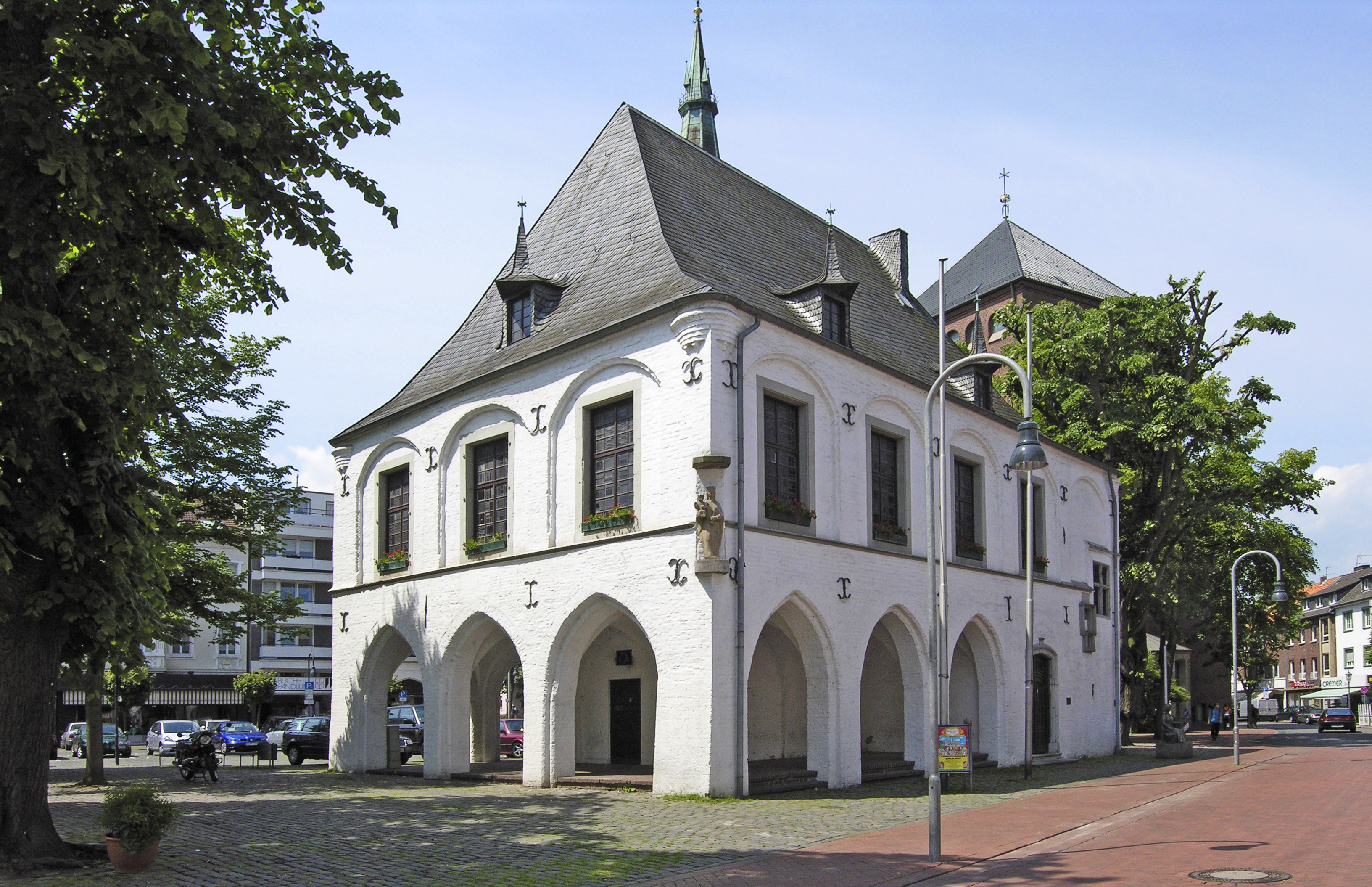
Oude raadhuis
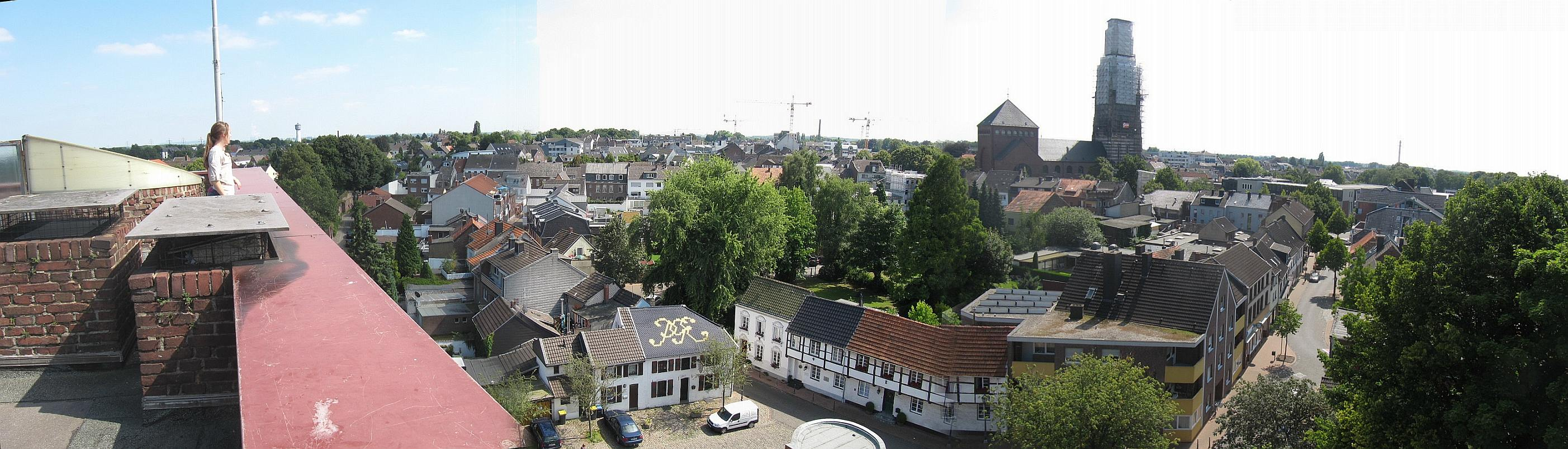
Gezicht op Erkelenz